# Scyllarides aequinoctialis
Scyllarides aequinoctialis е вид ракообразно от семейство Scyllaridae.

## Разпространение
Видът е разпространен в Американски Вирджински острови, Ангуила, Антигуа и Барбуда, Аруба, Барбадос, Бахамски острови, Белиз, Бермудски острови, Бонер, Бразилия, Британски Вирджински острови, Венецуела, Гваделупа, Гватемала, Гвиана, Гренада, Доминика, Доминиканска република, Кайманови острови, Колумбия, Коста Рика, Куба, Кюрасао, Мартиника, Мексико (Веракрус, Кампече, Коауила де Сарагоса, Нуево Леон, Сонора, Табаско, Тамаулипас, Чиуауа и Юкатан), Монсерат, Никарагуа, Панама, Пуерто Рико, Саба, САЩ (Алабама, Джорджия, Луизиана, Мисисипи, Тексас, Флорида и Южна Каролина), Свети Мартин, Сейнт Винсент и Гренадини, Сейнт Китс и Невис, Сейнт Лусия, Сен Бартелми, Сен Естатиус, Синт Мартен, Суринам, Тринидад и Тобаго, Търкс и Кайкос, Френска Гвиана, Хаити, Хондурас и Ямайка.